# Olmesartán
El olmesartán u olmesartano es un fármaco que pertenece a la clase de los llamados antagonistas de los receptores de angiotensina II ("sartán") indicados para el tratamiento de la hipertensión arterial. Su mecanismo de acción se fundamenta en la unión a los  receptores de la angiotensina tipo 1 (AT1) en el músculo vascular, por lo que actúa de manera independiente a las rutas de síntesis de la hormona angiotensina II, a diferencia de los IECA. Al bloquear al receptor y no la síntesis de la angiotensina II, el olmesartán inhibe la retroalimentación negativa producida por la renina lo que previene la vasoconstricción y la liberación de la hormona aldosterona. Ello disminuye la presión arterial al estimular vasodilatación y al disminuir la resistencia periférica.
Es una medicación que se utiliza para tratar la presión arterial elevada, fallo cardíaco congestivo y la enfermedad renal diabética. Su uso como primera línea de tratamiento de la hipertensión, se considera razonable.

## Dosis y administración
El olmesartán está disponible en tabletas de 20 y 40 mg. Una dosis normal para un adulto—excluyendo a pacientes con enfermedad renal y hepática leve y en ancianos—por lo general es de 20 mg por día en una sola dosis. Es posible que el profesional de salud especialista aumente la dosis si se requiere mayor disminución de la presión arterial. Las dosis superiores a 40 mg parecen no tener un efecto mejor, las dosis dobles al día tampoco suelen ofrecer ventajas sobre la misma dosis tomada una sola vez.

## Efectos secundarios
Los efectos adversos más comunes incluyen mareo, cefalea, diarrea, infecciones del tracto respiratorio alto, y trastorno del ritmo circadiano.

## Interacciones
El olmesartán puede interactuar con otros medicamentos o substancias estimulantes tales como las píldoras dietéticas, medicamentos para el resfriado común, suplementos a base de potasio y substitutos de sal.

## Estructura
La molécula del olmesartán incluye un grupo tetrazol (anillo  heterocíclico de 4 átomos de nitrógeno y uno de carbono) y un grupo imidazol (anillo heterocíclico de 2 átomos de nitrógeno y 3 de carbono).

## Infarto de miocardio
Un estudio de 2006 planteó la posibilidad de que los antagonistas del receptor de la angiotensina II pudieran incrementar el riesgo de padecer  infarto de miocardio, en comparación con un placebo.